# Pakistan-International-Airlines-Flug 705
Pakistan-International-Airlines-Flug 705 (Flugnummer: PK705) war ein Flug der Fluggesellschaft Pakistan International Airlines, bei dem am 20. Mai 1965 eine Boeing 720B kurz vor der Zwischenlandung in Kairo verunglückte. Bei dem gesteuerten Flug ins Gelände kamen 121 von 127 Menschen an Bord ums Leben. Es handelt sich um den schwersten Zwischenfall des Baumusters Boeing 720.

## Flugzeug
Die Unfallmaschine war eine zweieinhalb Jahre alte Boeing 720-040B, die am 19. Oktober 1962 ihren ersten Flug absolvierte und am 7. November desselben Jahres neu an Pakistan International Airlines (PIA) ausgeliefert und mit dem Luftfahrzeugkennzeichen AP-AMH zugelassen wurde. Die Boeing 720 war eine verkürzte Version der Boeing 707 mit geänderter Tragflächenstruktur. Derart modifiziert, sollte sie als Mittelstreckenflugzeug auf dem Markt positioniert werden.
Die Maschine mit der Seriennummer 18379 war die 321. gebaute Boeing der Baureihe 707/720. Das vierstrahlige Mittelstrecken-Schmalrumpfflugzeug war mit vier Triebwerken des Typs Pratt & Whitney JT3D-3B ausgestattet. Bis zum Unfall hatte die Maschine 8.378 Flugstunden absolviert.

## Flugverlauf und Unfallhergang
Der Flug sollte von der Hafenstadt Karatschi in Pakistan nach London im Vereinigten Königreich führen. Unter den 114 Passagieren befanden sich angesehene Gäste und Journalisten. Zwischenlandungen waren im saudischen Dhahran, in Kairo sowie Genf vorgesehen. Als sich das Flugzeug im Anflug auf den internationalen Flughafen Kairo befand, meldete die Besatzung Probleme mit den Landeklappen. Wenig später stürzte das Flugzeug südöstlich des Flughafens ab, brach auseinander und geriet in Brand. Bei dem Aufprall wurden sechs Passagiere aus dem Wrack geschleudert, sie waren die einzigen Überlebenden. Unter den Toten befand sich der chinesische Flugzeugkonstrukteur Huang Zhiqian, der Chefkonstrukteur des Kampfjets Shenyang J-8.

## Unfalluntersuchung
Am 26. Mai meldete die ägyptische Polizei, dass in den Trümmern ein Transistorradio entdeckt wurde, in das Schmuck im Wert von 120.000 US-Dollar eingebaut war.
Als mutmaßliche Ursache des Unfalls wurde angegeben, dass die Maschine nicht die adäquate Flughöhe für die Warteschleife beibehalten hätte und sich im Sinkflug befunden hätte, bis sie schließlich in den Boden geflogen wurde. Die Ursache für den Sinkflug ist unbekannt, eine Ablenkung der Besatzung aufgrund des Problems mit den Störklappen erscheint jedoch wahrscheinlich.

## Bedeutung
Es handelte sich seinerzeit um den schwersten Flugunfall der Pakistan International Airlines. Nach dem Absturz einer Boeing 707 in Saudi-Arabien auf dem Pakistan-International-Airlines-Flug 740 im Jahr 1979 war es der zweitschwerste, seit dem Flugunfall eines Airbus A300 in Nepal auf dem Pakistan-International-Airlines-Flug 268 im Jahr 1992 ist es der drittschwerste. Bis zum Flash-Airlines-Flug 604 im Jahr 2004 blieb es der schwerste Flugunfall in Ägypten.